# 敦刻尔克 (纽约州)
敦刻尔克（英語：Dunkirk）是美国纽约州肖托夸县的城市，北靠伊利湖、距布法罗西南45英里，建于1880年。敦刻尔克也是纽约州最西端的城市。2010年美国人口普查时，该市有12563人。其面积为4.6平方英里。名称源于法国港口敦刻尔克。